# Das Herz ist ein einsamer Jäger

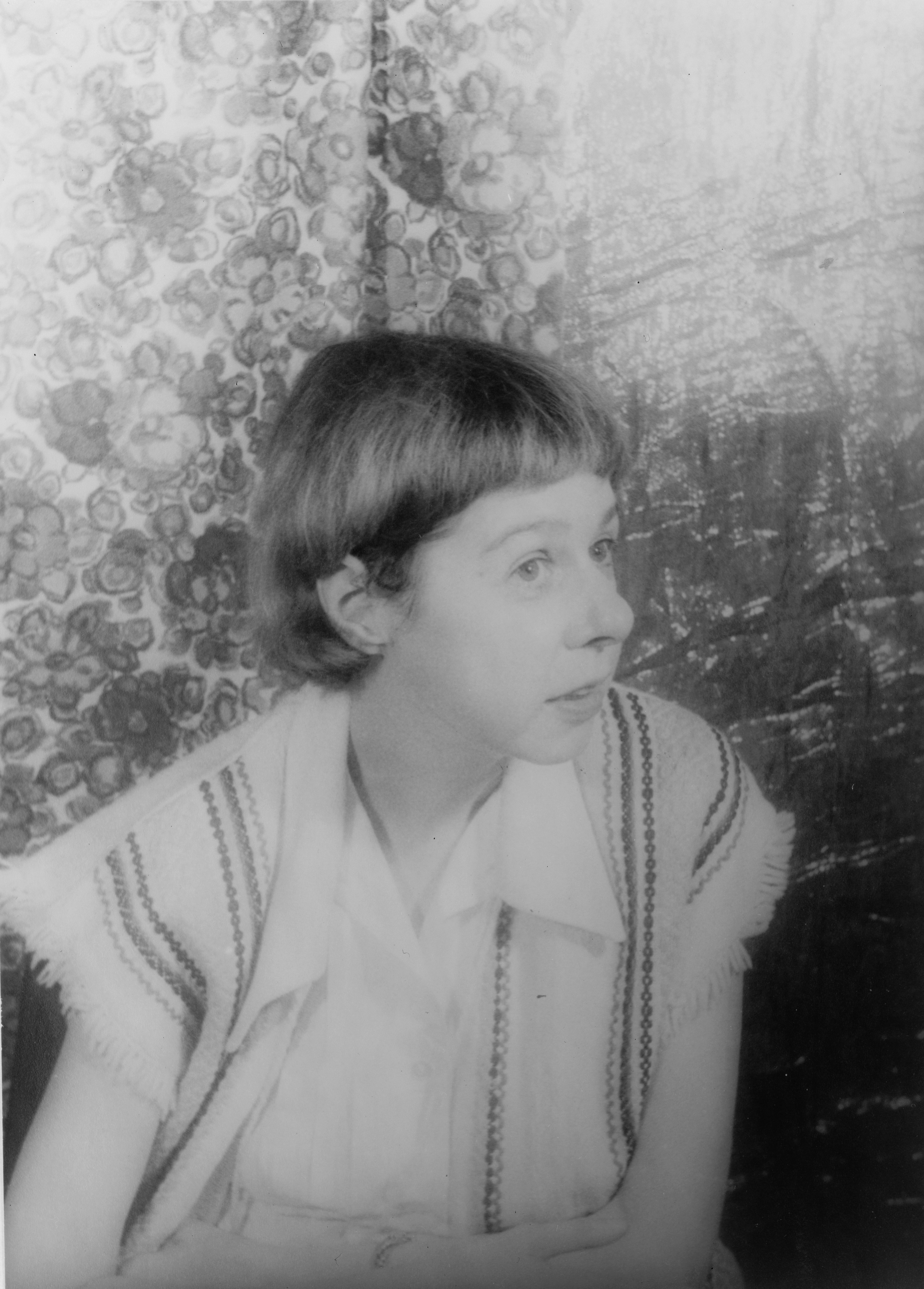
Carson McCullers (1959)

Das Herz ist ein einsamer Jäger (OT: The Heart Is a Lonely Hunter) ist der Titel des 1940 publizierten ersten Romans der US-amerikanischen Schriftstellerin Carson McCullers. Erzählt werden vor dem gesellschaftlichen Hintergrund einer US-Südstaatenstadt Ende der 1930er Jahre die Geschichten des gehörlosen John Singer und der mit ihm befreundeten Personen: des Teenagers Mick, des Restaurant-Besitzers Brannon, des Mechanikers Blount und des schwarzen Arztes Copeland. Die erste deutsche Übersetzung von Karl Heinrich erschien 1950 (s. Entstehungs- und Publikationsgeschichte).

## Inhalt

### Überblick
Die Haupthandlung spielt vom Mai 1938 bis zum 21. August 1939, als mit der Vorbereitung zur Besetzung Danzigs der Zweite Weltkrieg begann. In diesem Zusammenhang wird neben der sozialen Frage und der Rassen-Thematik auch der Faschismus in Deutschland angesprochen.
Im Romanaufbau wechseln die meist in personaler Form erzählten Geschichten der Protagonisten kapitelweise miteinander ab, bzw. überlagern einander. So ergibt sich, ergänzt durch die an die Hauptfiguren gebundenen Nebenhandlungen ein Bild der gesellschaftlichen Situation und der Schwarz-Weiß-Probleme der Südstaaten.
Die Haupthandlung beginnt mit dem 2. Kapitel in einer Frühsommernacht, Ende Mai, in Biff Brannons „New-York-Café“, wo Blount, Singer und Mick Kelly aufeinandertreffen. Im personalen Gefüge ist der Gehörlose die zentrale Figur, die hinter seiner Rolle als anscheinend verständnisvoller Zuhörer seine eigenen Sorgen verbirgt.

### John Singer
Im ersten Kapitel wird die zehnjährige enge Freundschaft und Wohngemeinschaft zweier gehörloser Männer beschrieben, die des Silbergraveurs John Singer und des Süßigkeitenbäckers Spiros Antonapoulos, der im Laden seines Vetters arbeitet.
Nach einer Erkrankung verändert sich Antonapoulos zu einem verwirrten Unruhestifter. Er stiehlt Sachen aus Geschäften und wird von seinem Vetter Charles Parker, der befürchtet, für die Schäden aufkommen zu müssen, in eine Irrenanstalt eingeliefert.
Sein 32-jähriger Freund scheint nach einigen Monaten die Trennung überwunden zu haben. Er zieht aus der Wohnung in ein Zimmer der Pension Kelly und verpflegt sich im „New-York-Café“ Biff Branons. Dadurch lernt er die anderen Hauptfiguren des Romans kennen, trifft sich mit ihnen täglich im Café und sie besuchen ihn in seinem Pensionszimmer. Dort erzählen ihm ihre Lebensgeschichten und enttäuschten Träume und fühlen sich von ihm verstanden. Auch die Sorgen anderer Menschen hört er bei seinen Spaziergängen durch die Stadt geduldig an. Sie sind dadurch erleichtert und es entstehen die verschiedensten Gerüchte über Singers wundersame spirituelle Fähigkeiten. Aber im Kern seines Wesens ist er einsam und vermisst den Freund, den er in der Erinnerung (Teil II, Kapitel 7) zunehmend verklärt und dessen problematische Charakterzüge er vergisst. Wenn er Urlaub hat, fährt er mit Geschenken einige Stunden mit dem Zug zur Psychiatrie und besucht den Freund. Dabei verdrängt er in seiner Wiedersehensfreude, dass Antonapoulos in seiner eigenen Welt lebt und dass ihn seine Berichte über das Leben in der Stadt und seine Erinnerungen an ihre gemeinsame Zeit kaum interessieren.
Am 18. Juli, mehr als ein Jahr nach der Einlieferung Antonapoulos in die Anstalt, trifft Singer den Freund nicht mehr an und man teilt ihm im Büro den Tod seines Freundes mit. Er fährt sofort in seine Stadt zurück, holt aus dem Juwelierladen eine Pistole und schießt sich in seinem Zimmer „eine Kugel ins Herz“. Für die Bewohner der Stadt kommt dieser Suizid völlig überraschend und sie rätseln über Singers Motiv.

### Mick Kelly
Während die männlichen Protagonisten ihren nicht realisierten Träumen nachtrauern, ist die zu Beginn der Haupthandlung 12-jährige Mike Kelly noch in der Entwicklung ihrer Persönlichkeit (I, 3). Sie ist ein abenteuerlustiges jungenhaftes Mädchen, das sich einerseits um ihre jüngeren Geschwister George (Bubber) und Ralph kümmert und mit den Nachbarkindern raubeinig spielt, sich andererseits in ihre innere Welt der Träume und der Musik zurückzieht, von der ihre Familie nichts weiß: ihre Mutter organisiert die Pension, ihr gutmütiger invalider Vater repariert Uhren, ihre älteren Geschwistern Bill, Etta und Hazel führen ihr eigenes Leben und verdienen mit Jobs etwas Geld. Die finanzielle Situation der Familie ist angespannt, denn die Gäste können oft ihre Miete nicht pünktlich bezahlen, wodurch wiederum die Pension in Zahlungsschwierigkeiten gerät, z. B. bei der Entlohnung des schwarzen Dienstmädchens Portia.
Im 2. Teil (II, 1) hat sich Mick zum Teenager entwickelt. Die inzwischen 13-Jährige besucht die höhere Schule und lädt Schüler und Schülerinnen zu einem Promenadenfest ein, das sie in großer Erwartung sorgfältig vorbereitet. Zum ersten Mal in ihrem Leben schminkt sie sich und zieht ein feines Kleid ihrer Schwester an. In die steife Festgesellschaft mischen sich jedoch nicht eingeladene Nachbarskinder und die Party verliert ihr Niveau und artet in gewöhnliche Tobereien aus. Mick ist über den Verlauf enttäuscht, sie beendet das Fest und erholt sich von den Ausschweifungen bei Beethoven-Musik, die sie allein aus dem Radio im Garten eines Hauses anhört: „[N]ur die ersten Takte der Musik brannten in ihrem Herzen […] Diese Musik war sie […] Die Musik brodelte in ihr […] so dass ihr jede Note wie die harte, geballte Faust gegen das Herz schlug […] Eine so wunderbare Musik wie diese war der schlimmste Schmerz, den es geben konnte. Diese Sinfonie war die ganze Welt, und sie war viel zu klein, um sie richtig zu hören […] Es war aus, nur ihr Herz war noch da, wie ein Kaninchen, und dieser fürchterliche Schmerz.“
Im Dezember verändert ein tragisches Ereignis das Leben der Familie Kelly (II, 5). Micks 7-jähriger Bruder Bully spielt mit dem Gewehr eines Nachbarsjungen auf der Straße vor dem Haus. Er zielt auf vorbeilaufende Kinder, v. a. auf die herumstolzierende auffällig rosa gekleidete 4-jährige Baby, die Nichte des Cafébesitzers Brannon. Ob im Spiel oder aus Versehen, er drückt ab und trifft den Kopf des Kindes, aber es überlebt die schwere Verletzung. Bully wird sich erst nach den Folgen seiner Tat bewusst und läuft davon. Mick, die sich für ihn verantwortlich fühlt, sucht ihn und erzählt ihm als Strafe, Baby sei tot und er werde auf dem elektrischen Stuhl hingerichtet. Er solle versteckt bleiben. Inzwischen verhandelt Babys Mutter mit den Eltern Kelly über den Schadensersatz. Wenn sie alle Kosten der Behandlung und Genesung, Einzelzimmer und Privatpflegerin, übernehmen, verzichtet sie auf eine Anzeige. Kellys stimmen zu, müssen aber ihr Haus verkaufen, es von den neuen Besitzern mieten, eine Hypothek aufnehmen und sich einschränken (II,9).
Als Mick ihren Bruder aus dem Versteck holen und ihm die Wahrheit sagen will, ist er verschwunden. Sie vermutet ihn auf dem Weg nach Atlanta. Dort findet man ihn und bringt ihn zurück. Seit diesem Tag ist er in seinem Wesen verändert, nicht mehr kindlich, und wird jetzt George genannt. Er zieht sich von den Freunden zurück und die Nachbarkinder taufen ihn „Baby-Killer-Kelly“. Singer ist in dieser Zeit neben Mick seine einzige Bezugsperson. Das Weihnachtsfest der Kellys ist durch die Ereignisse getrübt. Mick kümmert sich liebevoll um den Bruder und zieht sich immer mehr in ihre „innere Welt“, in ihre Gedanken, Bücher, Musik, zurück. Seit Singer ein Radiogerät für die Besuche seiner Freunde angeschafft hat, besucht sie ihn häufiger und darf auch während seiner Arbeitszeit in seinem Zimmer Musik hören.
Mick ist im Zwiespalt ihrer Gefühle. Sie denkt sich Melodien aus und träumt davon, eine berühmte Musikerin und Komponistin zu werden. Von Singer fühlt sie sich ohne Worte verstanden, Biff Brannons Blicke kann sie nicht deuten und sie machen ihr Angst. Sie befreundet sich mit dem 15-jährigen Nachbarsjungen Harry Minowitz, mit dem sie sich in ihrer Kinderzeit oft gebalgt hat und der dieselbe Schule besucht. Er hat jüdische Vorfahren, spricht mit ihr über Pantheismus oder die Weltpolitik und wirbt sie als Kämpferin gegen den Faschismus und Hitler an (II, 9). Bei einer Fahrradtour im März zu einem 25 Kilometer außerhalb der Stadt gelegenen Fluss haben beide das erste Mal miteinander Sex und Harry fragt anschließend ernüchtert, ob dies Unzucht mit einem Kind war, und will die Verantwortung übernehmen. Sie widerspricht und lehnt eine Heirat ab. Er macht sich Gedanken über die Folgen, verlässt noch in derselben Nacht die Stadt und sucht in einer anderen Stadt eine Stelle als Mechaniker. Nach einiger Zeit schreibt er ihr, dass er in Birmingham in einer Garage arbeitet und sie teilt ihm, wie vereinbart, mit, dass sie nicht schwanger ist. Dann beschließt sie ihn zu vergessen (II, 14).
Anfang Juni ändert sich ihr Leben. Die finanzielle Situation der Familie wird immer angespannter. Da erfährt sie von einer freien Stelle als Verkäuferin bei Woolworth. Ihre Eltern raten ihr zwar, erst die Schule abzuschließen und mit der Arbeit noch ein-, zwei Jahre zu warten, aber ihre Geschwister finden den Wochenlohn von 10 Dollar verlockend. Hätte man sie gedrängt, hätte sie widersprochen. Sie will selbst über ihre Zukunft entscheiden, doch sie fragt Singer nach seiner Meinung. Er stimmt zu, obwohl er die Einzelheiten nicht versteht. Sie bewirbt sich, von den Schwestern zur 16-Jährigen aufgestylt und wird eingestellt. Der Arbeitsalltag lässt ihr keine Zeit mehr für ihre innere Welt und die Musik. Aber sie hält an ihrem Traum von einem eigenen Klavier fest (III, 3): „Denn sonst – wozu, zum Teufel, sollte das alles gewesen sein? […] Das alles musste doch für irgend etwas dagewesen sein, wenn es einen Sinn haben sollte. Und den musste und musste und musste es haben. Ja es hatte einen Sinn.“

### Benedict Copeland
Der schwarze Arzt Benedict Mady Copeland, der trotz einer Lungentuberkuloseerkrankung sich bis an seiner Kraftgrenze um seine schwarzen Patienten in der Stadt kümmert, wird durch seine Tochter Portia, die in der Pension Kelly arbeitet, mit Singer bekannt gemacht und in die Handlung einbezogen (I, 6).
Abgesehen von Portia haben Copelands Kinder seit der Trennung der Eltern keinen Kontakt mehr zu ihrem von seinen Vorstellungen besessenen Vater. Dieser kritisiert das seiner Meinung nach mangelnde Engagement der Schwarzen (I, 5). Er hatte mit seinen Kindern große Karrierepläne, Hamilton solle ein Gekehrter, Karl Marx Lehrer für Schwarze, William Rechtsanwalt und Portia Ärztin werden, doch seine religiöse Frau Daisy unterstützte seine Bildungspläne nicht und erzog die Kinder traditionell, trennte sich von ihm und zog in die Farm ihres Vaters. Zu seinem Leidwesen arbeiten Karl Marx (Buddy), Willie und Portia als Dienstpersonal.
Nachdem Willie wegen einer Messerstecherei in „Madame Rebas Vergnügungspalast“ zu neun Monaten Zwangsarbeit verurteilt worden ist, informiert Portia ihn darüber und lädt ihn zu einer Versöhnungsfeier in ihrem Haus ein, an dem die Familie ihres Großvaters und ihre Geschwister teilnehmen (II, 3). Mit Copeland und seinem Schwiegervater treffen zwei Kontrastfiguren der schwarzen Gesellschaft aufeinander: Der aufgeklärte Bürgerrechtler, der das Wort „Neger“ gegen „Farbige“ austauschen möchte, und der religiöse Großvater, der sich wünscht, Christus steige vom Himmel herab und verwandle die „traurige[n] Farbigen“, dass sie „weiß […] wie Baumwolle“ werden. Copeland spürt seine Einsamkeit in der Familienrunde. Beim Abendessen kann er nichts essen und trinken. „Könnte er ihnen doch einmal alles sagen, angefangen von damals bis zum heutigen Abend – das würde den brennenden Schmerz in seinem Herzen lindern. Aber sie würden nicht zuhören, sie würden ihn nicht verstehen.“ Am nächsten Tag geht er nach seinen Patientenbesuchen zu Singer, erzählt ihm, was er seinen Kindern nicht sagen konnte, und fühlt sich von ihm verstanden.
Copeland veranstaltet wie jedes Jahr mit Portias Hilfe in seinem Haus ein Weihnachtsfest, zu dem er neben Singer nur Schwarze einlädt (II, 6). Er hält eine lange Rede über die von Karl Marx proklamierte Gleichheit der Menschen und die klassenlose Gesellschaft ohne Besitzunterschiede und versucht, die Gäste von seiner Meinung zu überzeugen. Er weist auf die Benachteiligung der Schwarzen im alltäglichen Leben hin und fordert die Zuhörer auf, sich für diese Ziele einzusetzen und für ihre Kinder nicht nur Dienstleistungsberufe anzustreben. In diesem Jahr erhält Lancy Davis den Preis für den besten Aufsatz zum Thema „Mein höchstes Streben: die Verbesserung der Stellung der Negerrasse in der menschlichen Gesellschaft“, obwohl dessen Aufruf zu einer Revolution und der Installation eines eigenen „Farbigen“-Staates im Süden der USA nicht den gesellschaftlichen Vorstellungen des Arztes entspricht.
Im Februar des folgenden Jahres wird Copelands Friedfertigkeit auf eine harte Probe gestellt (II, 10). Wegen eines Streites mit dem Aufseher sperren die Wächter Willie zur Strafe drei Tage in eine eiskalte Zelle und kümmern sich nicht um ihn. Seine Füße erfrieren und müssen amputiert werden. Empört über diese unmenschliche Behandlung will der Arzt den Richter der Stadt um Unterstützung bitten, doch ein Sheriff schlägt ihn, wirft ihn aus dem Gerichtsgebäude und lässt ihn einsperren. Bei seiner Gegenwehr wird er verprügelt und erst am nächsten Tag freigelassen. Krank kehrt er in sein Haus zurück, seine Freunde, darunter Singer und Blount, und viele Schwarze, trösten ihn. Portia rät ihm, am besten den Mund zu halten und abzuwarten. Das Gleiche hat man dem vorzeitig aus der Haft entlassenen Willie signalisiert, die übergriffigen Aufseher seien entlassen worden (II, 13). Copeland und Blount sind beide von der marxistischen Idee überzeugt, aber ihre Diskussion über die Folgerungen für die Südstaaten endet im Streit. Copeland interessiert v. a. die Situation der Schwarzen, für Blount sind diese nur ein Teil der armen Arbeiter, die er bei seinen Wanderungen durch die Südstaaten kennengelernt hat. Unterschiedlicher Meinung sind sie auch über die Maßnahmen. Copeland will seine bisherige Zurückhaltung aufgeben und einen Marsch der Schwarzen nach Washington organisieren, Blount dagegen plädiert zuerst für eine Aufklärung der Arbeiter und eine Bewusstseinsänderung der Bevölkerung. Ein Protestmarsch werde sofort von der Polizei angehalten und aufgelöst werden. Die Diskussion über die geringen Erfolgsaussichten seiner Aktionen für die Schwarzen regt ihn so auf, dass ihn seine Familie überredet, die Stadt zu verlassen und sich auf der Farm seines Schwiegervaters zu erholen (III, 1).

### Jake Blount
Blount kommt nach jahrelangem Herumreisen am 15. Mai als unzufriedener Mensch in die Stadt. Er ist wütend über die sozialen Verhältnisse im amerikanischen Süden und betäubt seinen Frust darüber, dass es ihm nicht gelingt, die Menschen von seinen marxistischen Ideen zu überzeugen, mit Alkohol. So betrinkt er sich zu Beginn der Handlung in Biffs Restaurant, schimpft im Selbstgespräch auf die Menschen und die Welt und redet auf den gutmütigen Wirt und John Singer ein, verwundert, dass dieser nicht antwortet. Da er seine Unterkunft bei Brannon nicht mehr bezahlen kann, nimmt ihn Singer mit in sein Pensionszimmer.
Dort erholt er sich und sucht sich eine Anstellung als Mechaniker auf einem Rummelplatz der „Sunny Dixie Show“, wo er ein Karussell bedient (I, 4). Auf dem Weg trifft er einige Arbeiter, die er vergeblich versucht, über den Missstand der Arbeitsbedingungen und der Bezahlung aufzuklären und zu Protesten anzustiften. Er hat auf seinen Reisen durchs Land erfahren, dass seine Versuche erfolglos sind, die Menschen davon zu überzeugen, dass der Kapitalismus für die Ungerechtigkeit in der Gesellschaft und an der Ungleichheit der Menschen verantwortlich ist und dass die Arbeiter die Wahrheit erkennen müssten. Auch nach seinem Bezug eines Zimmers am Rand der Stadt geht er immer wieder zu Singer, isst und trinkt mit ihm und erzählt ihm seine Lebensgeschichte und seine Botschaft der Wahrheit (II, 4). Singer hört ihm zu und scheint ihn zu verstehen.
Am 28. November findet Blount einen Appell des Propheten Hesekiel (39,18) an einer Mauer mit roter Kreide geschrieben: „Ihr sollt das Fleisch der Mächtigen essen und das Blut der Fürsten dieser Erde trinken.“ Dadurch kommt er auf die Idee, selbst Parolen an Hauswände zu schreiben und mit Flugblättern für seine politischen Ideen zu werben, aber die meisten Arbeiter nehmen ihn und seine wütenden Reden nicht ernst und machen sich über den „roten Bolschewisten“ lustig, worauf er sie beschimpft (II, 12). Copeland dagegen teilt zwar seine Gesellschaftsanalyse, aber nicht seine Folgerungen daraus. Er hält ihn für einen Theoretiker, der erst die Menschen von der marxistischen Idee überzeugen will, bevor er einen Aufstand beginnt (II, 13).
Nach Singers Suizid und Copelands Wegzug fühlt sich Blount in der Stadt noch einsamer und ohne Gleichgesinnte und verlässt nach einer Schlägerei bei der „Sunny Dixie Show“ zwischen Weißen und Schwarzen mit zwei Toten die Stadt (III, 2).

### Biff Brannon
Der Wirt des rund um die Uhr geöffneten „New-York-Cafés“ ist ein ruhiger und nachdenklicher Mann mit einer sozialen Ader für arme und kranke Gäste, die er großzügig bedient. Nach dem Tod seiner Frau Alice (II, 2), mit der er zusammen das Restaurant geführt hat, verstärkt sich seine Einsamkeit und er erwartet täglich die Besuche Singers, Blounts und Micks, in die er verliebt ist. Seine Sympathie für Singer beeinträchtigt nicht seinen klaren Blick dafür, dass der Gehörlose seine Freunde, die ihn „zu einer Art Hausgott“ gemacht haben, nicht tiefgründig versteht, sondern dass er nur die Projektionsfigur ihrer Wünsche ist: „In ihm, dem Taubstummen, konnten sie alles sehen, was sie sich wünschten.“
Am Ende des Romans hat er seine Freunde verloren und seine Liebe zur nun damenhaft auftretenden Mick überwunden (III, 4). In seinen einsamen Nachtschichten denkt er an die Beerdigung Singers, für die er gesorgt hat, und die große Trauergesellschaft zurück.
„Im Raum herrschte eine Stille – tief wie die Nacht. Biff stand wie gebannt, in Grübelei versunken. Dann gab es ihm plötzlich einen Stoß. […] In blitzartiger Erleuchtung sah er plötzlich den Kampf und das Heldentum des Menschen. Den endlos flutenden Strom der Menschheit in der endlosen Zeit. Er sah ihre Mühsal und – ihre Liebe. Die Seele wurde ihm weit. Aber nur für einen Augenblick. Denn gleichzeitig verspürte er, schreckhaft wie einen Stich, in seinem Innern eine Warnung. Er schwebte zwischen zwei Welten. Er merkte, dass er sein eigenes Spiegelbild hinter der Theke anstarrte. Das eingekniffene linke Auge schien sich in die Vergangenheit zu bohren, während das rechte weit aufgerissen und erschrocken in eine Zukunft voller Finsternis, Irrtum und Zerstörung starrte. Und er schwebte zwischen Licht und Finsternis, zwischen Glauben und bitterer Ironie. Mit einem Ruck wandte er sich ab […] und als er ins Lokal zurückkam, war er wieder soweit, dass er nüchtern und gelassen dem neuen Tag entgegensah.“

## Entstehungs- und Publikationsgeschichte

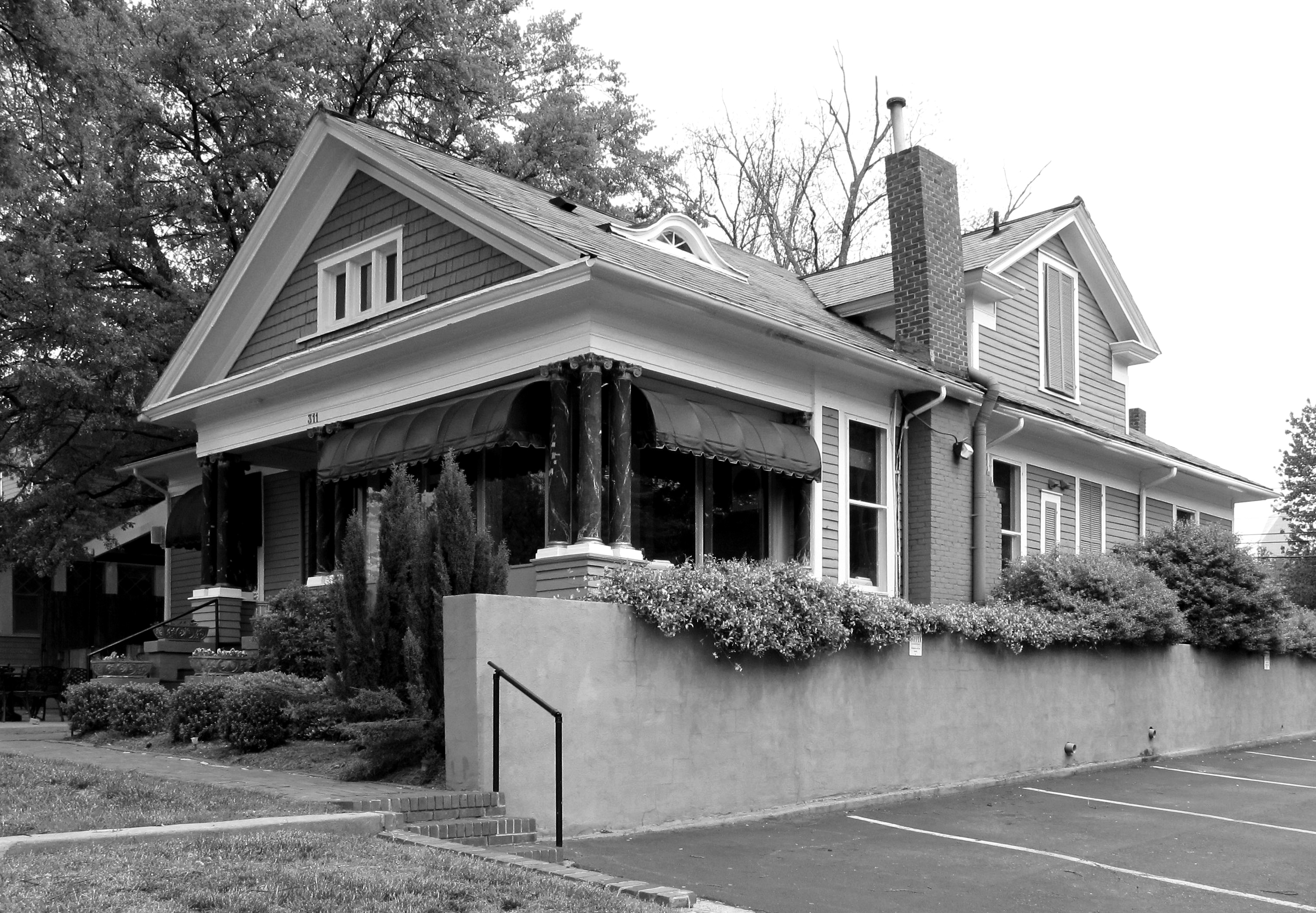
Das Mayer House in Charlotte, North Carolina, wo Carson McCullers 1937 die ersten Kapitel von „The Heart is a Lonely Hunter“ schrieb

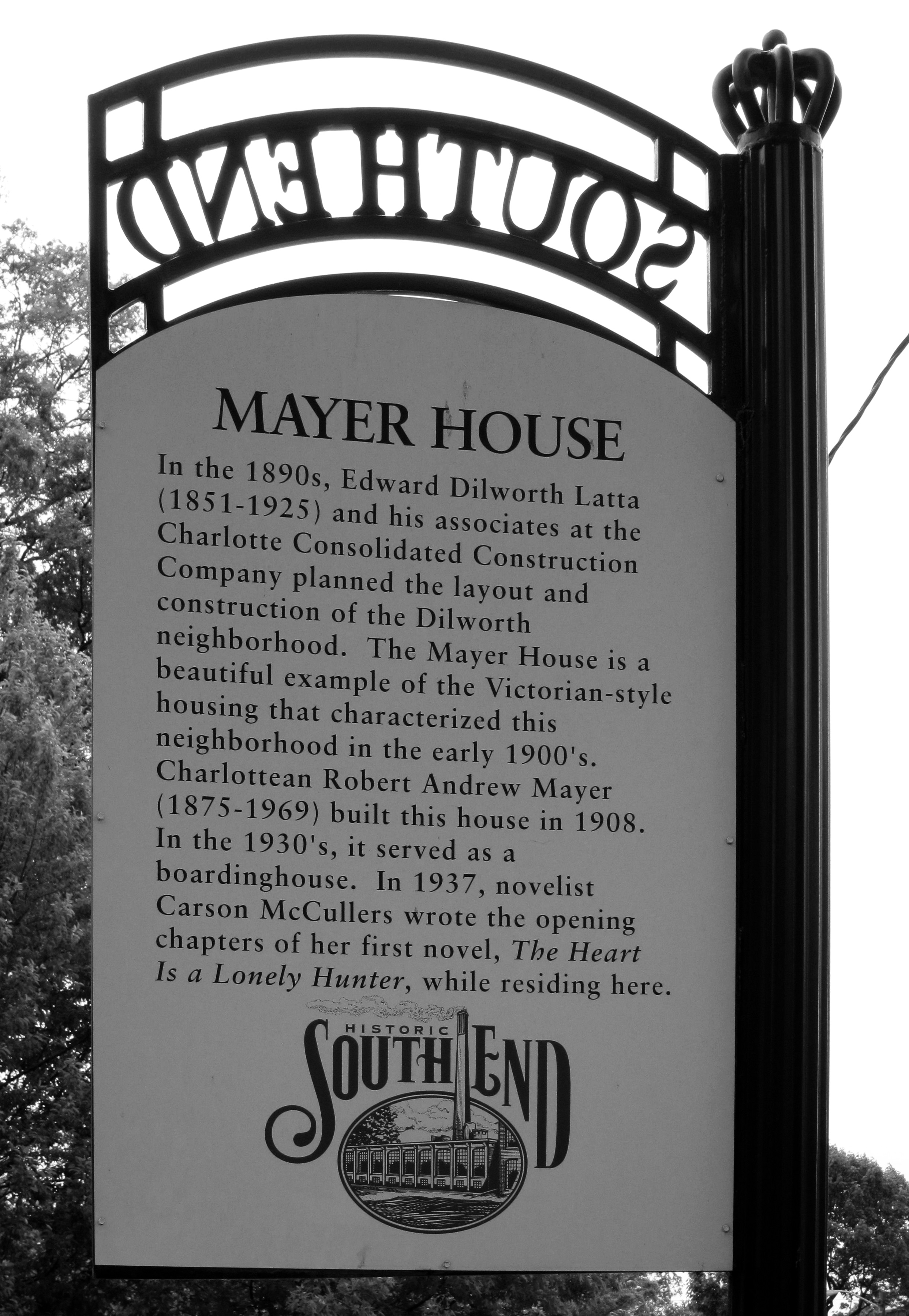
Schild am Mayer House in Charlotte, North Carolina.

Das Buch erschien im Mai 1940 bei Houghton Mifflin in Boston unter dem Titel The Heart Is a Lonely Hunter. McCullers begann 1937 mit den Arbeiten an ihrem Debütroman und schloss ihn 1939 ab. Zunächst hieß das Buch The Mute (zu Deutsch: Der Stumme). Für die Veröffentlichung im Mai 1940 bei Houghton Mifflin in Boston wurde es in The Heart Is a Lonely Hunter umbenannt. Das Buch trägt die Widmung To Reeves McCullers and to Marguerite and Lamar Smith.
Die erste deutsche Übersetzung von Karl Heinrich erschien 1950 bei Alfred Kantorowicz in Ost-Berlin. 1952 folgte eine weitere Übertragung von Susanna Rademacher, die im Verlag Scherz & Goverts, Stuttgart und Hamburg, veröffentlicht wurde. Diese Übersetzung wurde seither für alle weiteren deutschsprachigen Auflagen verwendet, allerdings in später nochmals überarbeiteter Fassung. Susanne Lux-Meister und Elke Heidenreich kürzten für die Hörbuchfassung den Text und übersetzten ihn auch streckenweise neu. Das Buch erschien im deutschsprachigen Raum unter anderem im Diogenes Verlag. Das Bild, das als Frontcover der deutschen Ausgabe bei Diogenes verwendet wird, heißt Automat und ist ein Gemälde von Edward Hopper.

## Biographische Bezüge
Mit den Sätzen „Mein Leben war, dem Himmel sei Dank, fast vollständig ausgefüllt mit Arbeit und Liebe. Die Arbeit war nicht immer einfach, die Liebe auch nicht.“ beginnt Carson McCullers ihre Autobiografie Erleuchtung und nächtliche Blendung, in der sie von der Entstehung ihrer Romane und der tragischen Liebesgeschichte ihres Lebens erzählt. Am 19. Februar 1917 wurde sie als Tochter eines Uhrmachers in Columbus, Georgia, geboren und erlebte schon früh die Rassentrennung in den Südstaaten als verstörenden Alltag. Über ihre politische Sozialisation sagt sie: „Mein damaliger Freund machte mich mit den Werken von Marx und Engels bekannt, was dazu führte, dass sich mein Gerechtigkeitsempfinden stärkte. Während der Wirtschaftskrise hatte ich oft gesehen, wie Neger unsere Mülltonne durchwühlten und bettelten. Schon damals war mir klar, daß etwas Beängstigendes und Falsches in der Welt vorging.“

## Rezeption
McCullers Werk genoss von seiner Veröffentlichung an große Aufmerksamkeit und war lange Zeit auf den Bestsellerlisten des Jahres 1940 vertreten.
- Modern Library stufte den Roman auf Platz 17 ihrer Liste der 100 besten englischsprachigen Romane des 20. Jahrhunderts ein.
- Das Magazin Time zählte den Roman zu den besten 100 englischsprachigen Romanen, die zwischen 1923 und 2005 veröffentlicht wurden.
- Im April 2004 nahm Oprah Winfrey das Buch in die Empfehlungen ihres Buchklubs auf.
- Elke Heidenreich, die auch das Hörbuch gesprochen hat, bezeichnet McCullers Werk als ihr Lieblingsbuch.[15]
- Die amerikanische Indie-Band The Anniversary hat auf ihrem Album Designing a Nervous Breakdown einen Track veröffentlicht, der denselben Titel trägt wie der Roman. Auch ein Track der russischen Blackgaze-Band Olhava trägt diesen Titel.

In Deutschland erschien McCullers Erstling in der Nachkriegszeit und wurde positiv rezensiert: Das erstaunliche an dem Buch einer 23-Jährigen sei nicht die „Kunst literarischer Form, sondern der Tonfall poetischer Objektivität“. Die Autorin halte zu allen ihren Protagonisten „den gleichen Abstand gelassenen Begreifens und lächelnder Nachsicht“. Sie wisse „aus altersloser Phantasie heraus, dass es für die schweifenden Gefühle des Herzens keine naturgesetzte Grenze gibt, für die Unberechenbarkeit menschlichen Verhaltens keine ausreichende Erklärung“. So begnüge sie sich denn damit, „zu erzählen, wie man ein Märchen erzählt; ein Märchen freilich, das kein glückliches Ende kennt, sondern bei dem jede Art der Beglückung ihre eigenen Ängste, jede Bitternis ihre eigenen Tröstungen mit sich bringt.“
Anlässlich der deutschen Neuauflage 2011 wurde der Roman in verschiedenen Zeitungen aus der zeitlichen Distanz von 70 Jahren rezensiert. Angela Schader entdeckt wieder die „Reife und Klugheit der Autorin“. Burkhard Müller bewertet „Das Herz ist ein einsamer Jäger“ als „meisterhaft“, bedauert aber die Beibehaltung vieler Formulierungen der Übersetzung aus den 50er Jahren. Daniel Haas ist dagegen mit der Überarbeitung zufrieden. Er betont die „erstaunliche Aktualität des Romans in der Kritik gesellschaftlicher Strukturen“, z. B. in Sätzen, die auch von Anhängern der Occupy-Wallstreet-Bewegung stammen könnten und deshalb dem Roman die „Wucht der politischen Streitschrift“ gebe. Neben der Kritik von Kapitalismus und Rassismus sei es vor allem die „Verlorenheit des verwalteten Menschen“, die McCullers in ihren Romanen thematisiere.

## Adaptionen

### Film
- Im Jahr 1968 drehte Robert Ellis Miller den gleichnamigen Film The Heart Is a Lonely Hunter. Der Film wurde 1968 für den Oscar als bester Hauptdarsteller (Alan Arkin) und die beste Nebendarstellerin (Sondra Locke) nominiert.

### Hörbuch
- Das Herz ist ein einsamer Jäger. Gelesen von Elke Heidenreich. Gekürzte Hörbuchfassung von Elke Heidenreich, Dramaturgie Susanne Lux-Meister, Regie Leonie von Kleist. Köln : Random House Audio, 2004

## Ausgaben
- Carson McCullers: Author's Outline „The Mute“, in: Oliver Evans: The Ballad of Carson McCullers. New York : Coward, 1966 (Exposé für einen vom Verlag Houghton Mifflin ausgeschriebenen Romanwettbewerb, April 1938)
  - Carson McCullers: Aufzeichnungen zu „Der Stumme“, Übersetzung Elisabeth Gilbert, in: Gerd Haffmans (Hrsg.): Über Carson McCullers. Diogenes, Zürich 1974, S. 20–46
  - Carson McCullers: Exposé zu „Der Stumme“, in: Die Autobiographie. Illumination and Night Glare. Hrsg. und mit einer Einleitung versehen von Carlos L. Dews, dt. von Brigitte Walitzek. Frankfurt am Main : Schöffling, 2002, S. 307–340
- The Heart Is a Lonely Hunter. New York : Houghton Mifflin Co. 1940
- Das Herz ist ein einsamer Jäger : Roman. Autorisierte Übersetzung aus dem Amerikanischen von Karl Heinrich. Berlin : Kantorowicz, 1950
- Das Herz ist ein einsamer Jäger : Roman. Aus dem Amerikanischen von Susanna Rademacher. Stuttgart ; Hamburg : Scherz & Goverts, 1952
- Das Herz ist ein einsamer Jäger : Roman. Aus dem Amerikanischen von Susanna Rademacher. Neuausgabe. Mit einem Nachwort von Richard Wright. Zürich : Diogenes, 2013